# Mange Makers
Mange Makers – szwedzki zespół elektronicznej muzyki tanecznej. W skład zespołu wchodzą Didrik Rastbäck, Max Henriksson i Max Christensson. W latach 2011–2014 członkiem był także Peter Balazs „Bacall” – producent muzyczny.

## Dyskografia

### Single
| Rok                          | Tytuł                       | Najwyższe pozycje na listach | Certyfikat       |
| Rok                          | Tytuł                       | SWE                          | Certyfikat       |
| ---------------------------- | --------------------------- | ---------------------------- | ---------------- |
| 2011                         | „Fest hos mange”            | 9                            | - SWE: 2×platyna |
| 2011                         | „Jul hos mange”             | 26                           |                  |
| 2011                         | „Mange bjuder”              | 2                            | - SWE: 2×platyna |
| 2012                         | „Drick den”                 | 9                            | - SWE: platyna   |
| 2012                         | „Metropolis 2012”           | –                            |                  |
| 2012                         | „Mange för en dag”          | 60                           |                  |
| 2013                         | „Inte en krona”             | 47                           | - SWE: złoto     |
| 2014                         | „Vakna”                     | –                            |                  |
| 2015                         | „Mange kommer hem till dig” | –                            |                  |
| 2016                         | „Bättre förr”               | –                            |                  |
| „–” singel nie był notowany. |                             |                              |                  |

### Teledyski
| Rok  | Tytuł                       |
| ---- | --------------------------- |
| 2011 | „Fest hos mange”            |
| 2011 | „Mange bjuder”              |
| 2012 | „Metropolis 2012”           |
| 2012 | „Drick den”                 |
| 2012 | „Mange för en dag”          |
| 2013 | „Inte en krona”             |
| 2014 | „Vakna”                     |
| 2015 | „Mange kommer hem till dig” |
| 2016 | „Bättre förr”               |